# Percival Pembroke
Die Percival Pembroke (P.66) war ein zweimotoriges Mehrzweckflugzeug in der Zeit des Kalten Krieges aus britischer Produktion. Sie wurde von Edgar Wickner Percival aus der Percival Prince heraus entwickelt. Die Percival Aircraft Ltd. fertigte von 1952 bis 1958 insgesamt 136 Exemplare in unterschiedlichen Varianten.

## Konstruktion
Die Pembroke ist ein Schulterdecker, dessen Hauptfahrwerk in die beiden Triebswerkgondeln integriert ist.

## Versionen

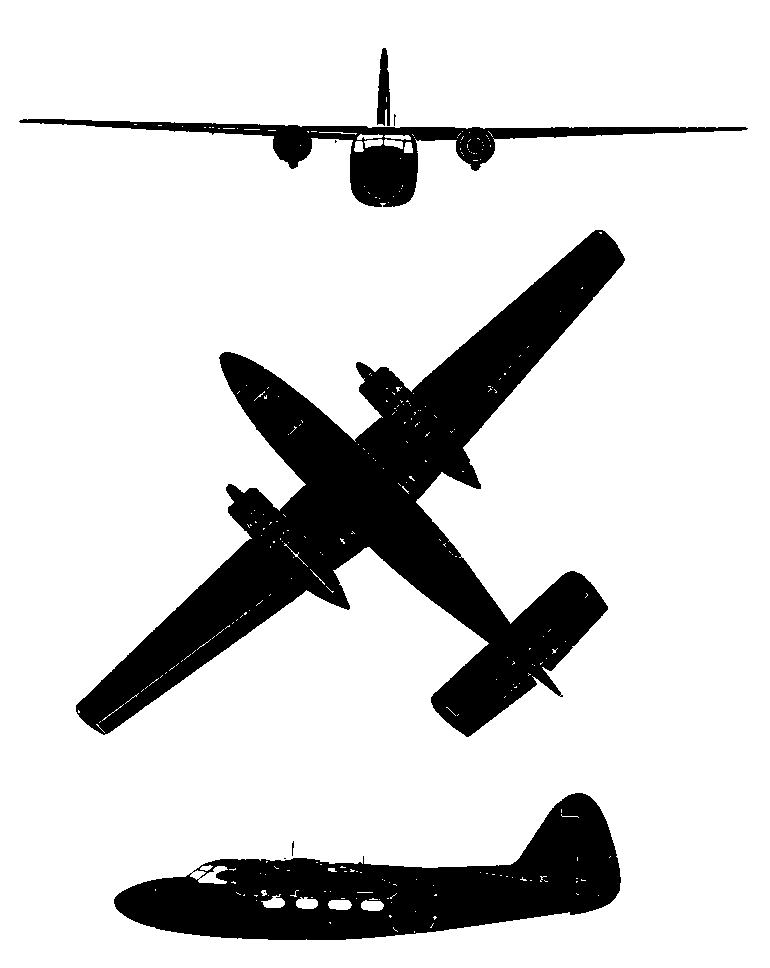
Pembroke C1

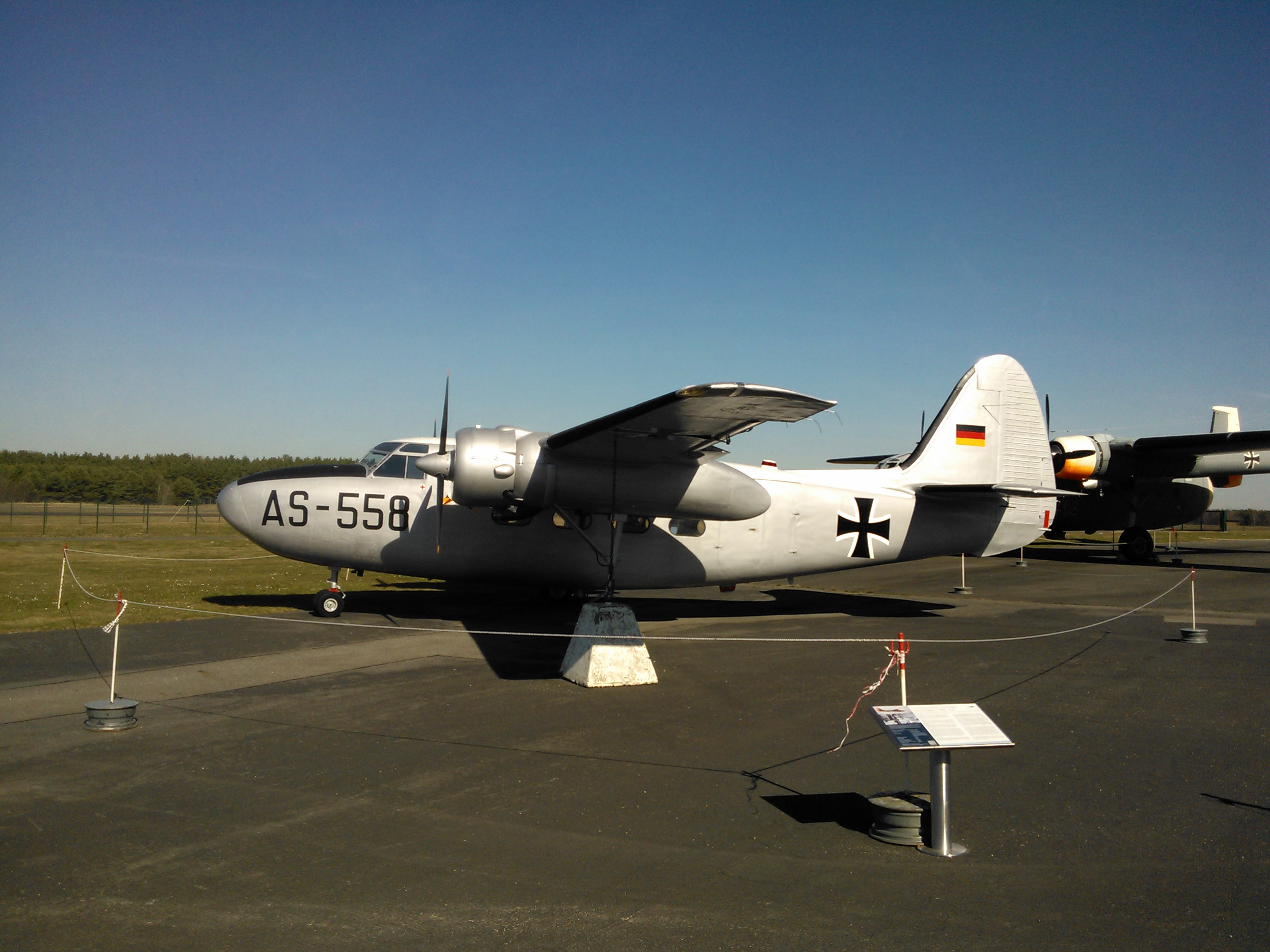
Hunting Percival P-66 Pembroke C.Mk.54 der Bundeswehr

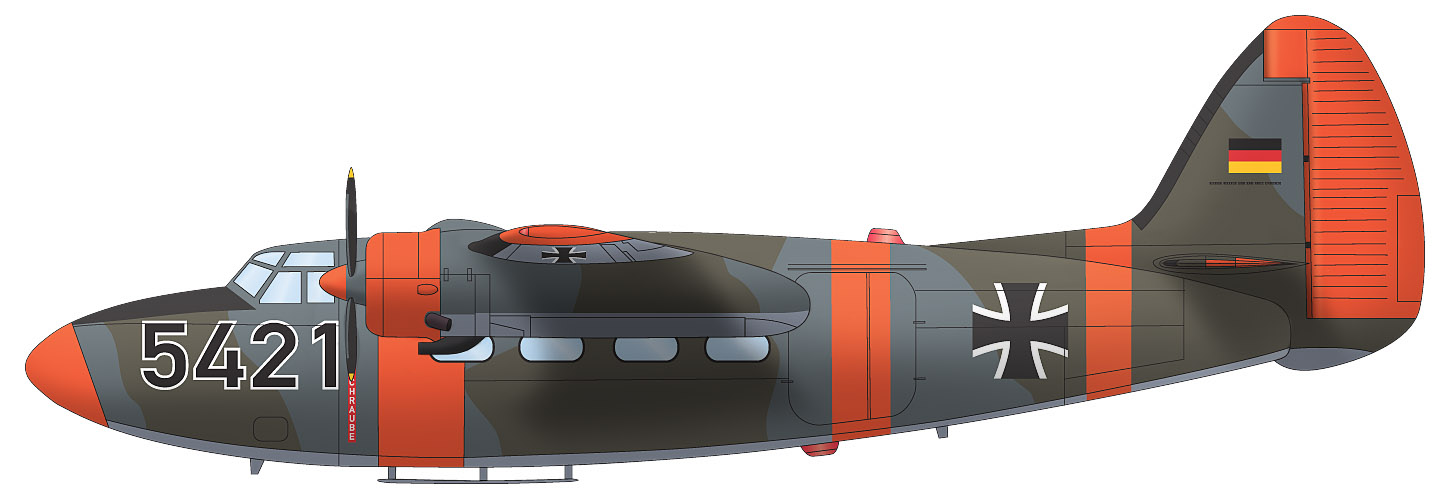
Hunting Percival P-66 Pembroke C.Mk.54 der Bundeswehr

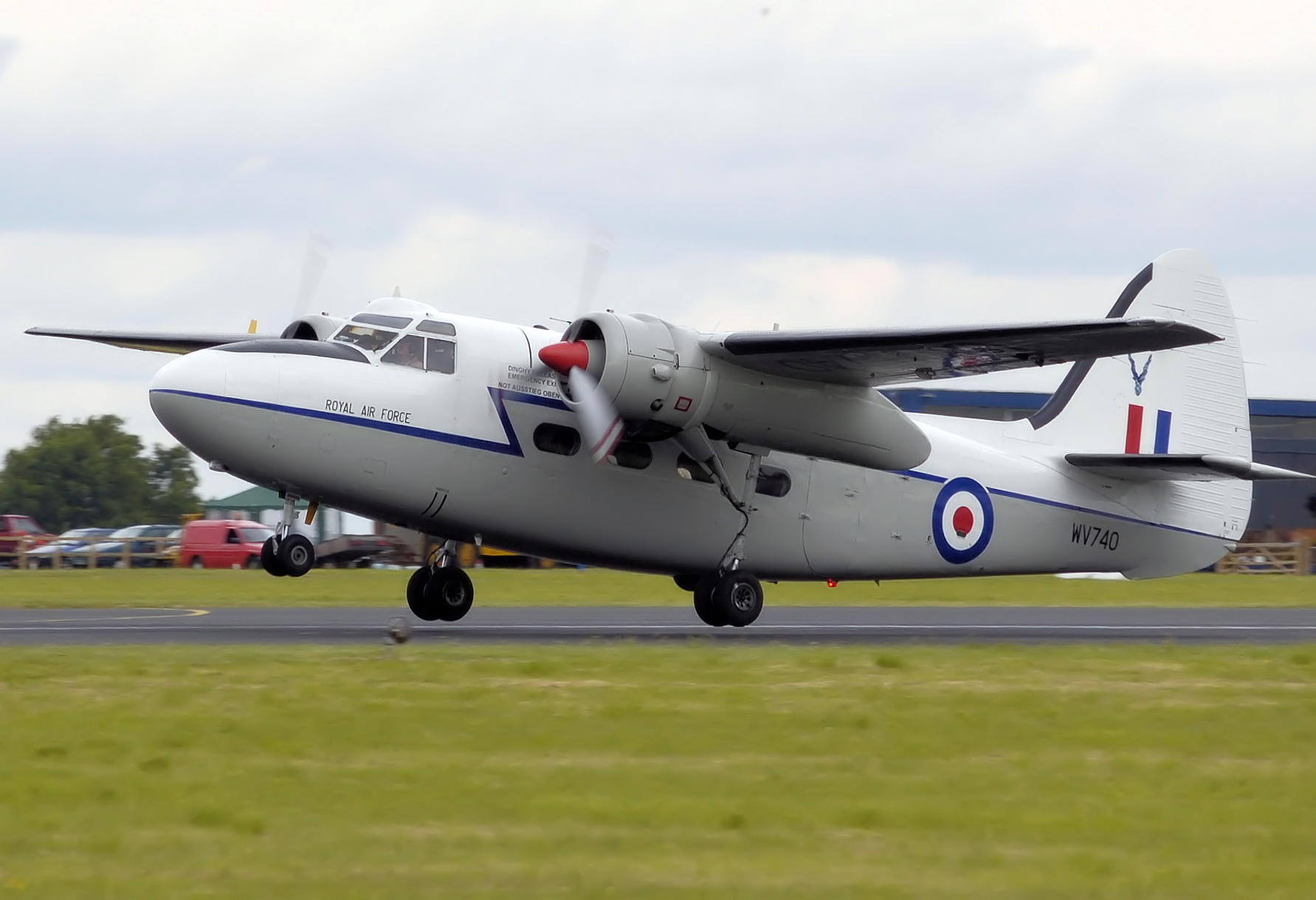
Percival Pembroke C.1 der Royal Air Force

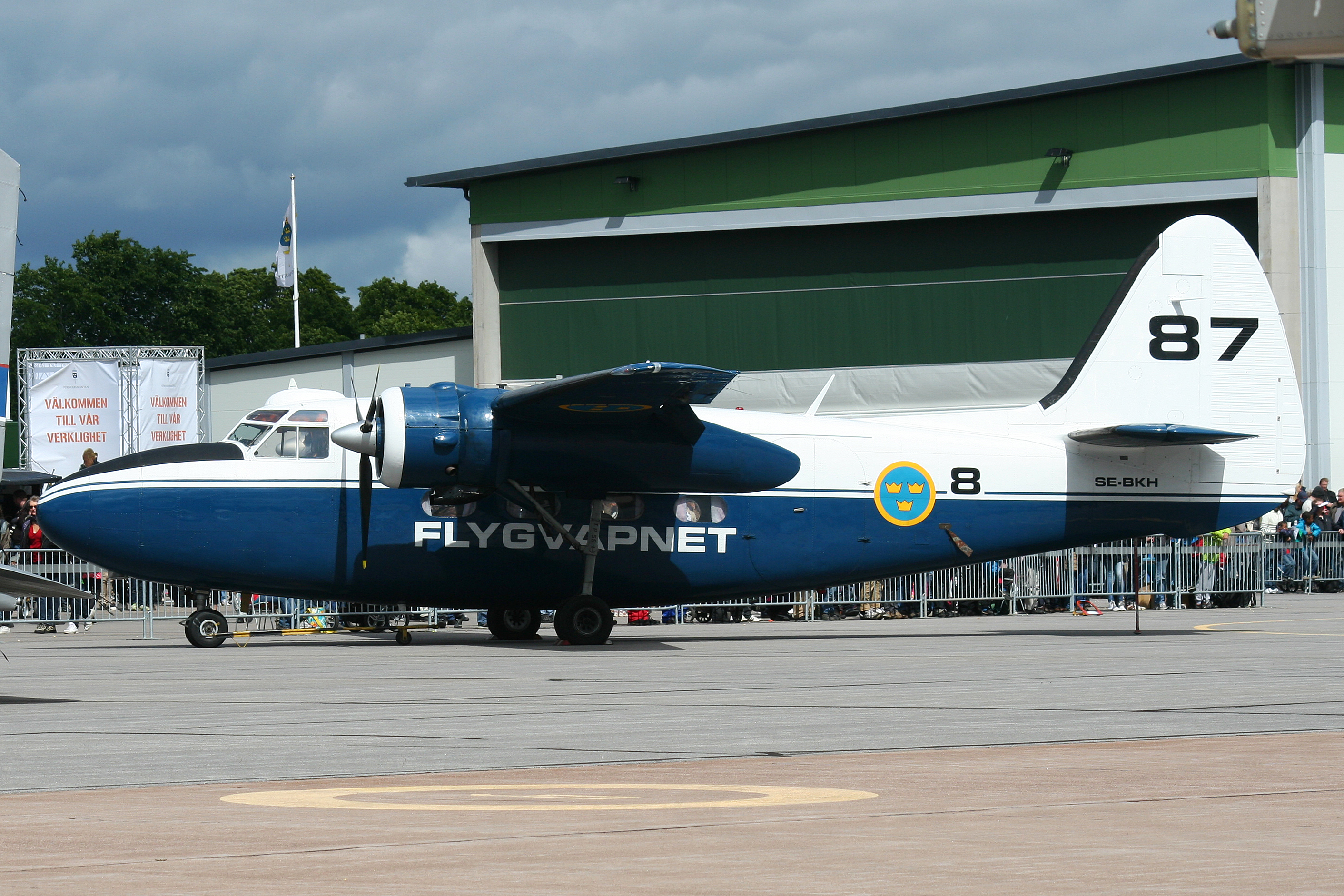
Hunting Percival Pembroke C.Mk.52 der Schwedischen Luftstreitkräfte

Für die Royal Air Force wurden folgende Baureihen entwickelt:
Pembroke C.1
Transportflugzeug, 44 gebaut
Pembroke C(PR).1
Foto-Aufklärer, 6 gebaut (plus 2 umgebaute C.1)
Die folgenden Baureihen waren Exportvarianten:
Pembroke C.51
Transportflugzeug für die Belgischen Luftstreitkräfte, 12 gebaut
Pembroke C.52
Transportflugzeug für die Schwedischen Luftstreitkräfte (dortige Bezeichnung Tp 83), 16 gebaut
Pembroke C.53
Transportflugzeug für die Luftstreitkräfte Finnlands
Pembroke C.54
Transportflugzeug für die Bundeswehr
Pembroke C.55
Transportflugzeug für die sudanesische Luftwaffe
President
Zivile Ausführung, 5 gebaut

## Zwischenfälle
Vom Erstflug 1952 bis Dezember 2019 wurden von der Percival Pembroke 24 Totalschäden bekannt. Bei 2 davon kamen 10 Menschen ums Leben. Vollständige Liste:
- Am 12. Dezember 1953 wurde eine Pembroke C.1 der Royal Air Force (Luftfahrzeugkennzeichen WV702) an einem unbekannten Ort in Großbritannien irreparabel beschädigt. Alle Insassen überlebten den Unfall. Mit der Maschine sollte ein Überführungsflug in den Mittleren Osten durchgeführt werden. Es war der erste Totalschaden einer Pembroke.[2]

- Am 11. März 1955 brach am Triebwerk Nr. 2 (rechts) einer Pembroke C.1 der Royal Air Force/Empire Test Pilots’ School (WV698) ein Brand aus. Das Feuer breitete sich von der Flügelwurzel bis zum Leitwerk aus. Beim Versuch einer Notlandung 1,6 Kilometer nordöstlich von Andover (Hampshire) prallte die rechte Tragflächenspitze gegen einen Baum. Die Pembroke kam vom Kurs ab, prallte gegen eine Reihe kleiner Bäume und überschlug sich. Alle drei Insassen kamen bei dem Aufprall und dem Feuer, das die Wrackteile verschlang, ums Leben. Die Maschine, der erste Prototyp der Pembroke, war auf der RAF Station Lyneham (Wiltshire) gestartet.[3]

- Am 20. April 1955 fielen an einer Pembroke C.1 der Royal Air Force (WV712) innerhalb weniger Minuten beide Triebwerke aufgrund von Tankproblemen aus. Die Piloten mussten daher knapp außerhalb des Hafens von Aden (Südjemen) notwassern. Die Maschine sank in weniger als einer Minute, doch überlebten alle Insassen den Unfall, einer davon verletzt.[4]

- Am 2. Juli 1955 wurde eine Pembroke C.1 der Royal Air Force (WV708) an einem unbekannten Ort im Südjemen zerstört. Nähere Einzelheiten sind derzeit nicht verfügbar. Über Personenschäden liegen keine Informationen vor.[5]

- Am 30. Oktober 1956 verunglückte eine Pembroke C.52 der Schwedischen Luftstreitkräfte (Fv83003) bei Finnslätten nahe Västerås (Provinz Västmanlands län, Schweden). Die Maschine war für einen Prüfungsflug auf dem Militärflugplatz Västerås-Hässlö gestartet. Entgegen den Vorschriften konnten auch acht Wehrpflichtige mitfliegen. Beim Flug kam es zu einem Triebwerksausfall und Motorbrand des Triebwerks Nr. 1 (links). Durch den Bruch der Kurbelwelle konnte der Propeller nicht in die Segelstellung gebracht werden, weshalb die Höhe nicht gehalten werden konnte und das Flugzeug am Boden aufschlug. Von den 11 Insassen kamen 7 ums Leben, alle drei Besatzungsmitglieder und vier Passagiere.[6][7]

- Am 23. Januar 1957 brach an einer Pembroke C.1 der Royal Air Force (WV738) bei einer harten Landung auf dem Flugplatz von Dhala (Südjemen) das Bugfahrwerk zusammen. Das Flugzeug wurde irreparabel beschädigt. Alle Insassen überlebten den Unfall.[8]

- Am 28. Mai 1957 ging einer Pembroke C.1 der Royal Air Force (XK859) der Treibstoff aus. Die Maschine wurde 16 Kilometer nordwestlich der Luftwaffenbasis El Adem (Libyen) auf einer Straße notgelandet. Das Flugzeug wurde irreparabel beschädigt. Alle Insassen überlebten den Unfall.[9]

- Am 9. Juli 1957 verunglückte eine Pembroke C.1 der Royal Air Force (WV745) bei der Landung auf der Royal Air Force Station Akrotiri (Zypern). Die Maschine kam bei der Landung nach einem Bremsversagen von der Piste ab und landete im Graben. Alle Insassen überlebten den Unfall. Das Flugzeug wurde zerstört.[10]

- Am 6. September 1957 wurde in einer Pembroke C.1 der Royal Air Force (WV699) nach der Landung auf dem Flughafen Bagdad (Irak) versehentlich das Fahrwerk eingefahren. Alle Insassen überlebten den Unfall. Das Flugzeug wurde irreparabel beschädigt.[11]

- Am 21. Oktober 1958 stürzte eine Pembroke Mk.52/2 der Dänischen Luftstreitkräfte (RDAF 69-695) nahe dem Flughafen Esbjerg (Dänemark) ins Meer. Das Flugzeug wurde zerstört. Über Personenschäden liegen keine Informationen vor.[12]

- Am 15. Mai 1959 wurde eine Pembroke C.52 der Schwedischen Luftstreitkräfte (Fv83002) auf dem Militärflugplatz Västerås-Hässlö (Provinz Västmanlands län, Schweden) bei einem Hangarbrand zerstört. Es gab keine Todesfälle.[13][14]

- Am 17. Juli 1959 wurde eine Pembroke C.54 der Luftwaffe (BF+560) bei der Landung an einem unbekannten Ort in Deutschland irreparabel beschädigt. Teile wurden zur Reparatur einer anderen Maschine benutzt. Alle Insassen überlebten den Unfall.[15]

- Am 29. Januar 1960 wurde eine Pembroke C.1 der Royal Air Force (WV731) an einem unbekannten Ort zerstört. Nähere Einzelheiten sind derzeit nicht verfügbar. Es gab keine Todesfälle.[16]

- Am 20. April 1960 wurde eine Pembroke C.1 der Royal Air Force (WV709) bei der Landung auf der Royal Air Force Station Seletar (Singapur) irreparabel beschädigt. Alle Insassen überlebten den Unfall.[17]

- Am 10. Mai 1960 explodierte an einer Pembroke C.54 der deutschen Marineflieger (SC+301) eines der beiden Triebwerke. Daraufhin wurde eine Notlandung bei Schwedeneck-Krusendorf (Schleswig-Holstein) durchgeführt. Bei dieser ging das Flugzeug zu Bruch und brannte aus. Alle Insassen überlebten den Unfall.[18]

- Am 26. Mai 1961 fiel an einer Pembroke C.1 der Royal Air Force (WV737) kurz nach dem Start vom Militärflugplatz RAF East Fortune (Schottland) in 2000 Fuß Flughöhe das linke Triebwerk aus und fing Feuer. Weil der Motor weiter brannte, entschied sich der Kommandant zu einer Notlandung, zog allerdings versehentlich auch den Gashebel für das funktionierende rechte Triebwerk auf Leerlauf. Daraufhin stürzte das Flugzeug in ein Maisfeld, wobei Kommandant und Co-Pilot, die einzigen Insassen, nur leichte Verletzungen erlitten. Fünf Minuten nach dem Verlassen des Flugzeugs explodierte der linke Innentank und der gesamte Rumpf brannte aus.[19]

- Am 25. Oktober 1961 verunglückte eine Pembroke C.1 der Royal Air Force (XK861) auf dem Militärflugplatz RAF Brüggen (Nordrhein-Westfalen). Mit der Maschine wurden lokale Trainingsflüge absolviert. Beim Üben eines Anflugs mit nur einem voll laufenden Triebwerk kam es zu einer Bauchlandung. Alle Insassen überlebten den Unfall, das Flugzeug wurde jedoch irreparabel beschädigt.[20]

- Am 10. Dezember 1962 wurde eine Pembroke C.54 der Luftwaffe (AA+557) nahe Rehburg irreparabel beschädigt. Alle Insassen überlebten den Unfall.[21]

- Am 4. Juni 1963 verunglückte eine Pembroke C.54 der Luftwaffe (AS+559) an einem nicht bekannten Ort in Deutschland. Das Flugzeug wurde zerstört. Alle Insassen überlebten den Unfall.[22]

- Am 15. Februar 1965 rutschte eine Pembroke C.53 der Luftstreitkräfte Finnlands (FinnAF PR-1) bei der Landung auf dem Militärflugplatz Utti (Finnland) von der Landebahn in eine Schneewehe. Das Flugzeug wurde irreparabel beschädigt. Beide Insassen überlebten den Unfall unverletzt.[23]

- Am 18. Juni 1969 wurde eine Pembroke C.1 der Royal Air Force (WV706) auf der Royal Air Force Station Akrotiri (Zypern) irreparabel beschädigt. Nähere Einzelheiten sind derzeit nicht verfügbar. Es gab keine Todesfälle.[24]

- Am 11. November 1974 fiel an einer Pembroke C.54 der Luftwaffe (54+16) das rechte Triebwerk aus. Auf dem Fliegerhorst Memmingen (Bayern) wurde eine sichere Notlandung durchgeführt. Als Folge eines Defekts der Antriebsstange ragten einige Zylinder aus dem Motor heraus. Aufgrund des Alters der Maschine wurde sie nicht mehr repariert und zum Totalschaden erklärt. Alle vier Insassen überlebten den Zwischenfall unverletzt.[25]

- Am 30. Juli 1978 verunglückte eine privat registrierte Pembroke C.51 (N51963) auf einem illegalen Flug in der Bananenplantage einer Farm in Ciénaga (Kolumbien). Die Insassen flohen, möglicherweise verletzt. Das Flugzeug wurde zerstört.[26]

- Am 3. August 1978 überrollte eine privat registrierte Pembroke C.51 (N51951) auf einem illegalen Flug bei der Landung nahe Sylvester (Georgia, USA) das Landebahnende und kollidierte mit Gräben. Das Flugzeug hatte etwa 2000 Pfund Marihuana an Bord. Laut dem Buch „Trafficking“ war dieses Flugzeug auf dem Rückflug in die USA mit Marihuana aus Kolumbien. Das Ziel war Valdosta, GA. Das Bodenpersonal hatte es versäumt, die Landebahn zu beleuchten, und zwang den Piloten Jim Cooper zur Umleitung nach Sylvester, wo die Maschine von der Landebahn abkam. Die Besatzung verbrannte das Flugzeug absichtlich, um Beweise zu vernichten. Der Pilot, der einzige Insasse auf dem Schmuggelflug, überlebte den Unfall.[27]

- Am 16. Mai 1980 wurde eine Pembroke C.1 der Royal Air Force (XL953) auf dem Militärflugplatz RAF Wildenrath (Nordrhein-Westfalen) bei einem Hangarbrand zerstört. Es gab keine Todesfälle. Dies war der letzte bekannt gewordene Totalschaden einer Percival Pembroke.[28]

## Technische Daten
| Kenngröße             | Pembroke C.54                                                                           |
| --------------------- | --------------------------------------------------------------------------------------- |
| Besatzung             | 2                                                                                       |
| Passagiere            | 8                                                                                       |
| Länge                 | 14,02 m                                                                                 |
| Spannweite            | 19,66                                                                                   |
| Höhe                  | 4,88                                                                                    |
| Gesamtmasse           | 6480 kg                                                                                 |
| Höchstgeschwindigkeit | 380 km/h                                                                                |
| Dienstgipfelhöhe      | 7680 m                                                                                  |
| normale Reichweite    | 1850 km                                                                                 |
| Triebwerke            | zwei luftgekühlte 9-Zylinder-Sternmotoren Alvis Leonides 127 mit je 550 PS (ca. 400 kW) |

## Nutzer

### Nutzerstaaten
In allen Staaten bis auf Deutschland, Details siehe weiter unten, wurden die Maschinen ausschließlich von den jeweiligen Luftstreitkräften betrieben.
- Belgien

12 C.51, in Dienst von 1954 bis 1976
- Dänemark
- Finnland
- BR Deutschland, in Dienst von 1957 bis 1975

33 C.Mk.54
- Malawi
- Rhodesien

2 C.1, umgeleitet aus der Bestellung für die RAF
- Schweden

16 C.52, plus 2 gebrauchte von Dänischer Luftwaffe, in Dienst von 1955 bis 1977
- Sudan
- Vereinigtes Königreich

56 C.1, C(PR).1

### Stationierung in Deutschland
- Bundeswehr
 Im Jahr 1957 bestellte die Bundesrepublik Deutschland 33 Pembroke C.Mk.54. Davon wurden an die Luftwaffe 23 geliefert, an die Bundesmarine sechs und an das Heer vier Maschinen.[29] Diese dienten als Transport- und Verbindungsflugzeuge sowie als Vermessungs- und Ausbildungsflugzeuge mit dem Spitznamen „PEM“.
 Eine Bundeswehr-Pembroke ging durch eine Motorexplosion verloren; bei der Notlandung bei Eckernförde konnte sich die Besatzung unverletzt retten. Diese Maschine (54+08) ist im Aeronauticum in Nordholz ausgestellt. Eine Pembroke C.Mk.54 (54+21) ist in der Flugausstellung Hermeskeil, Rheinland-Pfalz zu sehen. Die Pembroke AS+558 / 54+07 ist im Militärhistorischen Museum Flugplatz Berlin-Gatow ausgestellt.
- Royal Air Force (RAF)
 Die RAF Germany stationierte in RAF Wildenrath ab Januar 1959 bis etwa 1990 bis zu sieben Pembroke C.Mk.1, die von der RAF Germany Communications Squadron (ab Februar 1969 60. Squadron) betrieben wurden.